# Jan Dam
Jan Christian Dam, né le 7 septembre 1968 à Tórshavn aux îles Féroé, est un footballeur international féroïen, devenu entraîneur à l'issue de sa carrière, qui évoluait au poste de défenseur.

## Biographie

### Carrière en club
Avec le HB Tórshavn, et le B68 Toftir, Jan Christian Dam dispute 3 matchs en Ligue des champions, 4 matchs en Coupe des coupes, 4 matchs en Coupe de l'UEFA, et 5 matchs en Coupe Intertoto,.
Avec le HB Tórshavn, il remporte sept coupes des îles Féroé, mais surtout six titres de champion des îles Féroé.
Au cours de sa carrière de joueur, Jan Christian Dam dispute notamment 249 matchs en première division féroïenne, pour 24 buts inscrits.

### Carrière internationale
Jan Christian Dam compte 39 sélections et 1 but avec l'équipe des îles Féroé entre 1990 et 2000. Il porte 7 fois le brassard de capitaine, entre 1996 et 1998.
Il est convoqué pour la première fois en équipe des îles Féroé par le sélectionneur national Páll Guðlaugsson, pour un match amical contre l'Islande le 8 octobre 1990. Il entre à la 46e minute de la rencontre, à la place d'Ábraham Hansen et inscrit son seul but en sélection durant cette rencontre. Le match se solde par une défaite 3-2 des Féroïens. 
Il reçoit sa dernière sélection le 26 avril 2000 contre le Liechtenstein. Le match se solde par une victoire 1-0 des Féroïens.

## Palmarès
- Avec le HB Tórshavn
  - Champion des îles Féroé en 1988, 1990, 1998, 2002, 2003 et 2004
  - Vainqueur de la Coupe des îles Féroé en 1987, 1988, 1989, 1992, 1995, 1998 et 2004

## Statistiques

### Buts en sélection
Le tableau suivant liste tous les buts inscrits par Jan Christian Dam avec l'équipe des îles Féroé.